# مهراد آتشی
مهراد آتشی (فارسی: مهراد آتشی؛ زادهٔ ۲۵ فوریهٔ ۱۹۸۶) یک بازیکن بسکتبال اهل ایران است.
او پسر عنایت الله آتشی گزارشگر و مربی بسکتبال است.  
او در تیم های مانند پالایش نفت آبادان و باشگاه بسکتبال پتروشیمی بندر امام خمینی بازی کرده.
همچنین او برادر مهران آتشی مربی تیم ملی(assistant coach)هم هست.